# Hollywood Walk of Fame

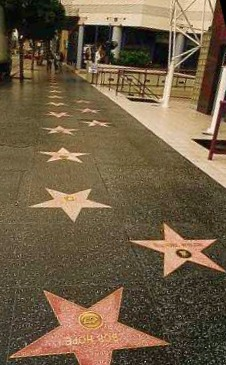
Hollywood Walk of Fame

Hollywood Walk of Fame (în traducere libertină: Aleea Celebrității din Hollywood) este o alee ce se întinde de-a lungul Bulevardului Hollywood și Străzii Vine din Los Angeles, California, în trotuarele căreia au fost încorporate la distanță de 1,8 m una de alta stele realizate din terrazzo și alamă și inscripționate cu numele diverselor vedete din industria de divertisment americană, cărora s-a dorit să li se aducă astfel un omagiu. Orientat de la est la vest pe Bulevardul Hollywood, de la Strada Grover la Bulevardul La Brea (2,1 km), și de la nord la sud pe Strada Vine, între Strada Yucca și Bulevardul Sunset (0,7 km), Hollywood Walk of Fame a fost creată în 1958 și avea la 8 noiembrie 2011 2454 de stele în cinci colțuri cu numele unor celebrități din diverse domenii ale industriei de divertisment: regizori, actori, muzicieni, producători și chiar personaje fictive.

## Categorii
Emblemele simbolizează cinci categorii din industria de divertisment:
- Camera de filmat clasică reprezentând filmul
- Televizorul reprezentând televiziunea
- Fonograful reprezentând înregistrările audio sau muzica
- Microfonul de radio reprezentând radioul
- Măștile de comedie și tragedie reprezentând teatrul (din 1984)

## Artiștii de pe alee
| A - Bud Abbott și Lou Costello (3 stele) - Paula Abdul - Art Acord - Roy Acuff - Bryan Adams - Renée Adorée - Antonio Aguilar - Christina Aguilera - Muhammad Ali - Fred Allen (2 stele) - Gracie Allen - Steve Allen (2 stele) - Tim Allen - Herb Alpert - Don Ameche (2 stele) - Broncho Billy Anderson - Julie Andrews - The Andrews Sisters - Paul Anka - Ann-Margret - Eve Arden (2 stele) - Louis Armstrong - Neil Armstrong, Edwin Aldrin și Michael Collins (Apollo 11) - Desi Arnaz (2 stele) - Jean Arthur - Fred Astaire - Gene Autry (5 stele) - Lew Ayres (2 stele) B - Lauren Bacall - Burt Bacharach - Kevin Bacon - Lloyd Bacon - Jack Bailey (2 stele) - Alec Baldwin - Lucille Ball (2 stele) - Anne Bancroft - Antonio Banderas - Tallulah Bankhead - Lynn Bari (2 stele) - Bob Barker - Drew Barrymore - Ethel Barrymore - John Barrymore - Lionel Barrymore (2 stele) - Count Basie - Angela Bassett - Beverly Bayne - The Beach Boys - The Beatles - Warren Beatty - Bee Gees - Harry Belafonte - Donald P. Bellisario - John Belushi - William Bendix (2 stele) - Annette Bening - Constance Bennett - Joan Bennett - Tony Bennett - Jack Benny (3 stele) - Edgar Bergen (3 stele) - Ingrid Bergman - Milton Berle (2 stele) - Irving Berlin - Chris Berman - Sarah Bernhardt - Leonard Bernstein - Halle Berry - Chuck Berry - Charles Bickford (2 stele) - Big Bird - Rodney Bingenheimer - Cate Blanchett - Andrea Bocelli - Humphrey Bogart - Ray Bolger (2 stele) - Michael Bolton - Pat Boone (2 stele) - David Bowie - Charles Boyer (2 stele) - Boyz II Men - Eddie Bracken (2 stele) - Ray Bradbury - Eric Braeden - Marlon Brando - Walter Brennan - George Brent (2 stele) - Fanny Brice (2 stele) - Beau Bridges - Jeff Bridges - Albert R. Broccoli - Matthew Broderick - James Brolin - Charles Bronson - Brooks & Dunn - Garth Brooks - Mel Brooks - Richard Brooks - Pierce Brosnan - James Brown - Vanessa Brown (2 stele) - Dave Brubeck - Yul Brynner - Sandra Bullock - Carol Burnett - Mark Burnett - Bob Burns (2 stele) - George Burns (3 stele) - Raymond Burr - LeVar Burton - Francis X. Bushman - Spring Byington (2 stele) C - Nicolas Cage - James Cagney - Rory Calhoun (2 stele) - Maria Callas - James Cameron - Judy Canova (2 stele) - Eddie Cantor (3 stele) - Frank Capra - Leslie Caron - Carpenters - John Carradine - David Carradine - Leo Carrillo (2 stele) - Jack Carson (2 stele) - Johnny Carson - Enrico Caruso - Johnny Cash - Carmen Cavallaro - Chaka Khan - John Chambers - Charles Champlin - Jackie Chan - Jeff Chandler - Lon Chaney, Sr. - Charles Chaplin - Ray Charles - Chevy Chase - Ilka Chase (2 stele) - Maurice Chevalier - Chicago - Al Christie - Charles Christie - Montgomery Clift - Patsy Cline - Glenn Close - Andy Cohen - Arthur Cohn - Nat King Cole (2 stele) - Phil Collins - Joan Collins - Ronald Colman (2 stele) - Sean Combs - Perry Como (2 stele) - Bill Conti - Tim Conway - Jackie Coogan - Sam Cooke - Alice Cooper - Gary Cooper - David Copperfield - Roger Corman - Bill Cosby - Kevin Costner - Broderick Crawford (2 stele) - Joan Crawford - Bing Crosby (3 stele) - Bob Crosby (2 stele) - Russell Crowe - Tom Cruise - Celia Cruz - Penélope Cruz - Jon Cryer - Billy Crystal - Xavier Cugat (2 stele) - George Cukor - Robert Cummings (2 stele) - Mike Curb - Jamie Lee Curtis - Tony Curtis D - Cass Daley (2 stele) - Matt Damon - Rodney Dangerfield - Hal David - Bette Davis (2 stele) - Joan Davis (2 stele) - Miles Davis - Sammy Davis, Jr. - Dennis Day (2 stele) - Doris Day (2 stele) - James Dean - Yvonne De Carlo (2 stele) - Dolores del Río - Cecil B. DeMille (2 stele) - Lillian Dent - Johnny Depp - Bruce Dern - Laura Dern - Destiny’s Child - Andy Devine (2 stele) - Danny DeVito - Cameron Diaz - Vin Di Bona - Angie Dickinson - Marlene Dietrich - Céline Dion - Walt Disney (2 stele) - Plácido Domingo - Fats Domino - Richard Donner - Lauren Shuler Donner - James Doohan - The Doors - Kirk Douglas - Melvyn Douglas (2 stele) - Paul Douglas (2 stele) - Marie Dressler - Faye Dunaway - James Dunn (2 stele) - Duran Duran - Jimmy Durante (2 stele) - Deanna Durbin - Charles Durning - Robert Duvall - Allan Dwan E - Earth, Wind and Fire - Roger Ebert - Buddy Ebsen - Nelson Eddy (3 stele) - Barbara Eden - Thomas Alva Edison - Ralph Edwards (2 stele) - Michael Eisner - Duke Ellington - Faye Emerson (2 stele) - Erik Estrada - Melissa Etheridge - Dale Evans (2 stele) - The Everly Brothers F - Douglas Fairbanks Sr. - Douglas Fairbanks Jr. (3 stele) - Chris Farley - Geraldine Farrar (2 stele) - Charles Farrell (2 stele) - Farrah Fawcett - Frank Fay (2 stele) - José Feliciano - W. C. Fields (2 stele) - Colin Firth - Eddie Fisher (2 stele) - Barry Fitzgerald (2 stele) - Ella Fitzgerald - Fleetwood Mac - Errol Flynn (2 stele) - Nina Foch (2 stele) - John Fogerty - Red Foley (2 stele) - Henry Fonda - Glenn Ford - Harrison Ford - John Ford - Tennessee Ernie Ford (3 stele) - Michael J. Fox - Jamie Foxx - Arlene Francis (2 stele) - Aretha Franklin - Morgan Freeman - Lefty Frizzell - Jane Froman (3 stele) - Simon Fuller - Betty Furness (2 stele) | G - Clark Gable - Zsa Zsa Gabor - Greta Garbo - Ava Gardner - Ed Gardner (2 stele) - Judy Garland - James Garner - Dave Garroway (2 stele) - Lucho Gatica - Marvin Gaye - Crystal Gayle - Janet Gaynor - Bill Geist - George Gershwin - Billy Gilbert - Melissa Gilbert - Dizzy Gillespie - Lillian Gish - Jackie Gleason (2 stele) - Danny Glover - Arthur Godfrey (3 stele) - The Go-Go’s - Whoopi Goldberg - Samuel Goldwyn - Pedro Gonzalez Gonzalez - Benny Goodman - Betty Grable - Billy Graham - Kelsey Grammer - Cary Grant - Peter Graves - Alfred E. Green - Lorne Greene - Joel Grey - Andy Griffith - D. W. Griffith - Alec Guinness - Steve Guttenberg - Edmși Gwenn H - Larry Hagman - Barbara Hale - Bill Haley - George Hamilton - Lionel Hampton - Herbie Hancock - Bill Handel - Tom Hanks - Hanna-Barbera - Ann Harding (2 stele) - Cedric Hardwicke (2 stele) - Oliver Hardy - Jean Harlow - Phil Harris (2 stele) - George Harrison - Neil Patrick Harris - Rex Harrison (2 stele) - Ray Harryhausen - David Hasselhoff - Signe Hasso - June Havoc (2 stele) - Howard Hawks - Salma Hayek - George Hayes (2 stele) - Helen Hayes (2 stele) - Dick Haymes (2 stele) - Louis Hayward (2 stele) - Rita Hayworth - Chick Hearn - Van Heflin (2 stele) - Hugh Hefner - Horace Heidt (2 stele) - Jascha Heifetz - Jimi Hendrix - Paul Henreid (2 stele) - Audrey Hepburn - Katharine Hepburn - Pee-Wee Herman - Jean Hersholt (2 stele) - Charlton Heston - Alfred Hitchcock (2 stele) - William Holden - Billie Holiday - Buddy Holly - Celeste Holm (2 stele) - Burton Holmes - Bob Hope (4 stele) - Dolores Hope - Anthony Hopkins - Miriam Hopkins (2 stele) - Dennis Hopper - Lena Horne (2 stele) - Vladimir Horowitz - Harry Houdini - Rock Hudson - Warren Hull (2 stele) - Holly Hunter - Kim Hunter (2 stele) - Anjelica Huston - John Huston I - Julio Iglesias - Thomas Harper Ince - Rex Ingram - Jill Ireland - John Ireland J - The Jackson Five - Alan Jackson - Janet Jackson - Mahalia Jackson - Michael Jackson - Michael Jackson (Radiomoderator) - Samuel L. Jackson - Etta James - Emil Jannings - David Janssen - Al Jarreau - Maurice Jarre - Billy Joel - Elton John - Ben Johnson - Don Johnson - Magic Johnson - Al Jolson (3 stele) - Quincy Jones - Shirley Jones - Spike Jones (2 stele) - Tom Jones - Louis Jourdan (2 stele) - Journey K - Boris Karloff (2 stele) - Danny Kaye (3 stele) - Sammy Kaye (3 stele) - Elia Kazan - Buster Keaton (2 stele) - Brian Keith - DeForest Kelley - Gene Kelly - Grace Kelly - Arthur Kennedy (2 stele) - Deborah Kerr - Nicole Kidman - B. B. King - Larry King - Ben Kingsley - KISS - Kevin Kline - Ernie Kovacs - Dave Koz - Fritz Kreisler - Otto Kruger (2 stele) - Kay Kyser (2 stele) L - Patti LaBelle - Alan Ladd - Alan Ladd Jr. - Diane Ladd - Carl Laemmle - Frankie Laine (2 stele) - Veronica Lake - Jack LaLanne - Guy Laliberté - Dorothy Lamour (2 stele) - Burt Lancaster - Martin Landau - Michael Landon - Fritz Lang - Frances Langford (2 stele) - John Langley - Angela Lansbury (2 stele) - Mario Lanza (2 stele) - John Lasseter - Queen Latifah - Charles Laughton - Stan Laurel și Oliver Hardy - Stan Laurel - Anna Lee - Bruce Lee - Stan Lee - Lotte Lehmann - Jerry Leiber și Mike Stoller - Janet Leigh - Vivien Leigh - Jack Lemmon - John Lennon - Jay Leno - Jerry Lewis (2 stele) - Jerry Lee Lewis - Liberace (2 stele) - Kate Linder - Art Linkletter (2 stele) - Little Richard - Harold Lloyd - Carole Lombard - Gene Lockhart (2 stele) - June Lockhart (2 stele) - Marcus Loew - Guy Lombardo (3 stele) - The Lone Ranger - Israel „Cachao“ López - Sophia Loren - Chuck Lorre - Peter Lorre - Julia Louis-Dreyfus - Edmși Lowe (2 stele) - Myrna Loy - Ernst Lubitsch - Allen Ludden - Bela Lugosi - Brüder Lumière - Ida Lupino (2 stele) - Diana Lynn (2 stele) M - Jeanette MacDonald (2 stele) - Shirley MacLaine - Guy Madison (2 stele) - Anna Magnani - Bill Maher - Henry Mancini - Howie Mandel - Jayne Mansfield - Joe Mantegna - Hal March (2 stele) - Bob Marley - Dean Martin (3 stele) - Mary Martin (2 stele) - Ricky Martin - Tony Martin (3 stele) - Groucho Marx (2 stele) - James Mason - Raymond Massey (2 stele) - Marlee Matlin - Walter Matthau - Victor Mature - Louis B. Mayer - Mercedes McCambridge (2 stele) - Joel McCrea (2 stele) - Hattie McDaniel (2 stele) - George McFarland - Vince McMahon - Steve McQueen - Anne Meara și Jerry Stiller - Zubin Mehta - Meiklejohn (2 stele) - Lauritz Melchior - James Melton (2 stele) - Alan Menken - Yehudi Menuhin - Johnny Mercer - Ethel Merman (2 stele) - Lorne Michaels - Oscar Micheaux - Bette Midler - Ray Milland (2 stele) - Glenn Miller - Liza Minnelli - Vincente Minnelli - The Miracles - Carmen Miranda - Guy Mitchell - Thomas Mitchell (2 stele) - Robert Mitchum - Marilyn Monroe - Vaughn Monroe (2 stele) - Elizabeth Montgomery - Robert Montgomery (2 stele) - Art Mooney - Dudley Moore - Gary Moore (2 stele) - Mary Tyler Moore - Owen Moore - Roger Moore - Tom Moore - Frank Morgan (2 stele) - Jane Morgan - Doug Morris - Mötley Crüe - The Munchkins - Audie Murphy - Eddie Murphy - George Murphy - Anne Murray - Edward R. Murrow - Mike Myers | N - Conrad Nagel (3 stele) - Stu Nahan - Pola Negri - Marshall Neilan - Barry Nelson - Ricky Nelson - John Nesbitt (2 stele) - Mace Neufeld - Alfred Newman - Paul Newman - Randy Newman - Olivia Newton-John - Fred Niblo - Nichelle Nichols - Jack Nicholson - Leslie Nielsen - Leonard Nimoy - David Niven (2 stele) - Chuck Norris - Ramón Novarro O - Edmși O’Brien (2 stele) - Margaret O’Brien (2 stele) - Pat O’Brien (2 stele) - Donald O’Connor (2 stele) - George O'Hanlon - Laurence Olivier - Mary-Kate și Ashley Olsen - Ed O'Neill - Roy Orbison - Ozzy Osbourne - Maureen O’Sullivan P - Ignacy Jan Paderewski - Anita Page - Lilli Palmer - Gwyneth Paltrow - Louella Parsons (2 stele) - Dolly Parton - John Payne (2 stele) - Harold Peary (2 stele) - Gregory Peck - George Peppard - Anthony Perkins (2 stele) - Tom Petty & the Heartbreakers - Jon Peters - William Petersen - Michelle Pfeiffer - Jack Pickford - Mary Pickford - Walter Pidgeon - Suzanne Pleshette - Sidney Poitier - Snub Pollard - Cole Porter - Dick Powell (3 stele) - Eleanor Powell - Jane Powell - William Powell - Tyrone Power - Otto Preminger - Elvis Presley (2 stele) - Marie Prevost - Vincent Price (2 stele) - Louis Prima - Richard Pryor - Tito Puente Q - Dennis Quaid - Queen - Anthony Quinn R - George Raft (2 stele) - Luise Rainer - Claude Rains - Basil Rathbone (3 stele) - Martha Raye (2 stele) - Gene Raymond (2 stele) - Ronald Reagan - Robert Redford - Donna Reed - Christopher Reeve - Keanu Reeves - Carl Reiner - Rob Reiner - Lee Remick - Jean Renoir - Burt Reynolds - Tim Rice - Irene Rich (2 stele) - Lionel Richie - Tex Ritter - Hal Roach - Harold Robbins - Marty Robbins - Tim Robbins - Doris Roberts - Edward G. Robinson - Smokey Robinson - Chris Rock - Gene Roddenberry - Ginger Rogers - Roy Rogers (3 stele) - Wayne Rogers - Will Rogers (2 stele) - Cesar Romero (2 stele) - Mickey Rooney (4 stele) - Diana Ross - Arthur Rubinstein - Charles Ruggles (3 stele) - Rush - Jane Russell - Ann Rutherford (2 stele) - Winona Ryder S - Sabu - Eva Marie Saint (2 stele) - Pat Sajak - George Sanders (2 stele) - Adam Sandler - Carlos Santana - Susan Sarandon - Telly Savalas - Joseph Schildkraut - Charles M. Schulz - Sherwood Schwartz - Stephen Schwartz - Arnold Schwarzenegger - Martin Scorsese - Randolph Scott - Kyra Sedgwick - Tom Selleck - David O. Selznick - Rudolf Serkin - Jane Seymour - Shakira - William Shatner - Charlie Sheen - Dinah Shore (3 stele) - Sylvia Sidney - Siegfried și Roy - Frank Sinatra (3 stele) - Nancy Sinatra - Penny Singleton (2 stele) - Red Skelton (2 stele) - Kate Smith (2 stele) - Pete Smith - Will Smith - Wesley Snipes - Marco Antonio Solis - Suzanne Somers - Sonny & Cher - Ann Sothern (2 stele) - Emiliana Sorbală - Sissy Spacek - Kevin Spacey - Britney Spears - Aaron Spelling - Steven Spielberg - Jo Stafford (3 stele) - Sylvester Stallone - John Stamos - Barbara Stanwyck - Ringo Starr - Mary Steenburgen - Rod Steiger - Max Steiner - Isaac Stern - Josef von Sternberg - James Stewart - Patrick Stewart - Rod Stewart - Jerry Stiller - Sting - Leopold Stokowski - Oliver Stone - Gale Storm (4 stele) - Igor Fjodorowitsch Strawinski - Meryl Streep - Barbra Streisand - Erich von Stroheim - Gloria Stuart - Barry Sullivan (2 stele) - Ed Sullivan - Donna Summer - Donald Sutherland - Kiefer Sutherland - Patrick Swayze - Hilary Swank - Gloria Swanson (2 stele) - Loretta Swit T - George Takei - Mabel Taliaferro - Elizabeth Taylor - Robert Taylor - Renata Tebaldi - Shirley Temple - The Temptations - Charlize Theron - Emma Thompson - Billy Bob Thornton - The Three Stooges - Gene Tierney - Thelma Todd - Arturo Toscanini (2 stele) - Maurice Tourneur - Spencer Tracy - John Travolta - Donald Trump - Ted Turner - Tina Turner - Lurene Tuttle (2 stele) - Shania Twain V - Ritchie Valens - Rudolph Valentino - Mamie Van Doren - Dick Van Dyke - Vera Vauge (2 stele) - Sarah Vaughan (2 stele) - Village People W - Robert Wagner (2 stele) - Mark Wahlberg - Bruno Walter - Barbara Walters - Joseph Albert Wapner - Fred Waring (3 stele) - Jack L. Warner - Lew Wasserman - Sam Waterston - John Wayne - Dennis Weaver - Jack Webb (2 stele) - Andrew Lloyd Webber - Jerry Weintraub - Johnny Weissmüller - Raquel Welch - Lawrence Welk (2 stele) - Orson Welles (2 stele) - John Wells - Mae West - The Westmore Family - Haskell Wexler - Forest Whitaker - Betty White - Vanna White - Paul Whiteman (2 stele) - Slim Whitman - Richard Widmark - Cornel Wilde - Billy Wilder - Warren William - Esther Williams - Hank Williams - Robin Williams - Vanessa Williams - Bruce Willis - Marie Wilson (3 stele) - BeBe și CeCe Winans - Paul Winchell (2 stele) - Robert Wise - Reese Witherspoon - Dick Wolf - Stevie Wonder - Anna May Wong - Joanne Woodward - Teresa Wright (2 stele) - William Wyler - Jane Wyman (2 stele) - Ed Wynn (3 stele) Y - Michael York - Loretta Young (2 stele) - Robert Young (3 stele) - Roland Young (2 stele) Z - Darryl F. Zanuck - Renée Zellweger - Efrem Zimbalist Jr. - Hans Zimmer - Fred Zinnemann - Adolph Zukor |